# Труайя, Анри
Анри́ Труайя́ (фр. Henri Troyat, имя при рождении Лев Асланович Тарасов, арм. Թորոսյան Լևոն Ասլանի; 19 октября (1 ноября) 1911, Москва — 2 марта 2007, Париж) — французский писатель. Член Французской академии, лауреат многочисленных литературных премий, автор более сотни томов исторических и художественных произведений, исследователь исторического наследия России.
Его «Русские биографии» многократно переводились на многие языки, по его трудам во всём мире изучают историю и культуру России.

## Семья
Род Тарасовых происходил из черкесогаев, то есть черкесских армян (горских армян), живших в кавказских горах в тесной дружбе с черкесскими племенами. Предок Труайя по имени Торос, происходивший из села Цхна, располагавшегося недалеко от города Нахичевань, обосновался со своей семьёй в Армавире. По словам Труайя, царские чиновники, русифицировав имя Тороса, превратили его в Тарасова.
Династия Тарасовых была знаменита в Армавире и на всём Северном Кавказе. Прадед Труайя открыл в Армавире широкую торговлю сукном.  Отец Труайя, Аслан Александрович Тарасов (1874—1967), сделал себе состояние на инвестициях в железные дороги и банковском деле.
О семье своей матери, Лидии Васильевны Абессаломовой (или Абессоломовой), Труайя писал: «Моя бабушка с материнской стороны, немка по происхождению, воспитывалась в Смольном институте и после замужества целиком посвятила себя мужу и детям. … Мой дед с материнской стороны — армяно-грузинского происхождения. Он был врачом в Екатеринодаре и страстно увлекался разведением роз».
В 1900-х годах семья Тарасовых переехала из Армавира в Москву, построив для себя городскую усадьбу в Скатертном переулке: комплекс из двух особняков (дома № 4 и 6) и дворовой корпус с конюшней и сараем. Отцу будущего писателя Аслану Тарасову принадлежал двухэтажный модерновый особняк с выразительной восьмигранной башней (современный адрес — Скатертный пер., д. 4, стр. 1). Предположительно, именно в этом доме был рождён Анри Труайя. Кроме того, по заказу Гавриила Аслановича Тарасова архитектор Жолтовский построил на улице Спиридоновке особняк, в котором ныне размещается Институт Африки РАН.

## Биография
Анри Труайя родился под именем Левон (по-русски Лев) 1 ноября (19 октября по юлианскому календарю) 1911 года в Москве, в доме на углу Скатертного и Медвежьего переулков, в богатой армянской купеческой семье Аслана и Лидии Тарасовых. В зрелом возрасте Труайя считал себя русским армянином. Труайя был младшим из троих детей: сестра Ольга была старше его на девять лет, брат Александр — на четыре года.

После Октябрьской социалистической революции семья Тарасовых бежала в Кисловодск, в фамильное имение «Карс», а затем из Новороссийска отправилась в Константинополь. Однако высаживаться в порту города разрешалось только беженцам-армянам, а у них были русские паспорта. Позже Анри Труайя вспоминал: 
В Константинополе нас ждали новые трудности: местные власти пересылали всех беженцев русского происхождения на остров Кипр и разрешали высадиться в порту Константинополя только беженцам-армянам. Мы же по документам считались русскими подданными армянского происхождения. Следовало нас принять или нет? Усложняло ситуацию и то, что все армянские фамилии оканчиваются на «ян», окончание же нашей фамилии на «ов» делало её совершенно русской. Отец, вконец измученный этой путаницей, согласился на уловку. Дипломатический представитель новой армянской республики в Константинополе выдал нам 19 марта 1920 года письмо, удостоверявшее, что предъявитель его, «известный в России под фамилией Тарасов», в действительности носит фамилию Торосян. «Торосян» не была нашей настоящей фамилией, но навсегда срослась с фамилией Тарасов, несмотря на все усилия, которые мы потом предпринимали, чтобы от неё избавиться.
 Из Турции Тарасовы-Торосяны и уехали во Францию, обосновавшись в Париже, где Анри в восьмилетнем возрасте поступил в лицей Луи Пастера, окончив который получил высшее юридическое образование.
Вернувшись из армии в 1935 году, он пошёл служить в бюджетный отдел полицейской префектуры департамента Сена (для этого Труайя пришлось принять французское гражданство), чтобы заработать себе на жизнь, и одновременно писал по ночам. Первый роман «Обманчивый свет» был опубликован в том же 1935 году. Издатель романа сообщил Труайя, что «не в его интересах выпускать книгу под иностранной фамилией: прочитав на обложке „Лев Тарасов“, читатель примет её за переводную», и настоятельно рекомендовал придумать псевдоним. Труайя писал:
Сам того не сознавая, я стремился к тому, чтобы моё новое имя начиналось с буквы «Т», как и прежнее, и у меня выходило: Тарао, Тарасо, Троа… Я остановился на Труайя. Теперь нужно было получить одобрение Плона. Время не терпело, корректура ждала. Я бросился в телефонную кабину и, вызвав издателя, сообщил ему результаты моих изысканий. Поразмыслив минуту, он одобрил Труайя, но потребовал ради фонетического благозвучия изменить и имя. «Лев Труайя! Тяжело, глухо, — сказал он. — Совершенно не звучит». По его мнению, мне нужно было имя с буквой «i» посередине, чтобы звучность была более чёткой. В полной растерянности я назвал первое попавшееся: «Ну, тогда Анри». Он согласился: «Анри Труайя! Неплохо. Ну что ж, пусть будет Анри Труайя». С яростью в сердце я повесил трубку. Вот так телефонная будка стала местом моего второго рождения. Сначала я изменил национальность, затем — имя. Осталось ли ещё хоть что-нибудь подлинное во мне? Мои родители, звавшие меня «Лев» со дня моего рождения, с большим трудом называли меня потом Анри. Я сам долго не мог привыкнуть к моему второму «я», и прошло много времени, прежде чем я обратился с просьбой официально изменить моё имя и фамилию. Теперь я по документам — Анри Труайя, но Лев Тарасов по-прежнему живёт во мне: сжавшись в комочек, он сладко спит в самых потаённых глубинах моей души.
В 1938 году за роман «Паук» Анри Труайя был удостоен Гонкуровской премии. За свою жизнь Анри Труайа написал около 100 томов литературных произведений.
В 1945 году, получив от внука барона Геккерна-Дантеса копии его двух писем от начала 1836 года к Луи Геккерну, использовал их при написании книги о Пушкине.
В мае 1959 года был избран членом Французской академии.
В 1985 году по предложению Анри Труайя, его друг, французский режиссёр Анри Верней, армянин по национальности, написал сборник рассказов «Майрик». Впоследствии этот сборник лёг в основу сценариев фильмов «Майрик» и «Улица Паради, дом 588», в которых Верней на примере своей семьи рассказывает о геноциде армян и жизни диаспоры.

## Награды
- Кавалер Большого креста ордена Почётного легиона
- Командор Национального ордена заслуг
- Командор ордена искусств и литературы
- Лауреат Гонкуровской премии

## Творческая деятельность
Анри Труайя за свою 95-летнюю жизнь написал множество произведений, из которых почти половина посвящёна России и её выдающимся деятелям. Его перу принадлежит ряд биографий известных российских и французских личностей. Им были написаны романы, посвящённые выдающимся французским романистам: Ги де Мопассану, Эмилю Золя, Гюставу Флоберу.
Творческая жизнь писателя началась в 1930-е годы, когда был опубликован его первый роман «Обманчивый свет», а спустя три года в 1938 году за роман «Паук» он был удостоен Гонкуровской премии. К моменту награждения Анри уже был известен, как новеллист и драматург.

### Сочинения
- 1935 — «Обманчивый свет», роман (название в другом переводе — «Фальшивый день») («Faux Jour»); Л., Художественная литература, 1991
- 1935 — «Сети», роман («Le Vivier»)
- 1938 — «Паук», роман («L’Araigne») - Гонкуровская премия
- 1942 — «Мёртвый хватает живого», роман («Le mort saisit le vif»)
- 1938 — «Общая могила», сборник рассказов
- 1938 (1941?) — «Суд божий», сборник рассказов («Le Jugement de Dieu»)
- 1938 — «Замковый ключ», повесть (название в другом переводе — «Ключ свода»).
- 1938(?) — «Господин Ситрин», повесть
- 1940 — «Достоевский», романизированная биография
- 1940 — «Жюдит Мадрие», роман
- 1945 — «От Филантропа до Рыжей», сборник рассказов («Du Philanthrope à la Rouquine»)
- 1946 — «Пушкин», романизированная биография
- 1947—1950 — «Пока стоит земля», трилогия («Tant que la terre durera») (в неё входят романы «Пока стоит земля» (1947), «Рубище и пепел» («Le Sac et la Cendre») (1948), «Чужие на земле» («Étrangers sur la terre») (1950)).
- 1950 — «Снег в трауре», роман
- 1951 — «Голова на плечах», роман («La Tête sur les épaules»)
- 1952 — «Необычайная судьба Лермонтова», романизированная биография («L’Étrange Destin de Lermontov»)
- 1953—1958 — «Сев и жатва», пенталогия («Les Semailles et les Moissons»)
- 1959 — «Повседневная жизнь в России во времена последнего царя», историческое исследование («La Vie quotidienne en Russie au temps du dernier tsar»)
- 1959—1962 — «Свет праведных» («La Lumière des justes»), пенталогия о декабристах (в неё входят романы «Братство красных маков» («Les Compagnons du Coquelicot») (1959), «Барыня» («La Barynia» (1960), «Слава побеждённым» («La Gloire des vaincus») (1961), «Сибирские женщины» («Les Dames de Sibérie») (1962), «Софья, или Конец борьбы» («Sophie ou la Fin des combats») (1963?)).
- 1964 — «Жест Евы», сборник рассказов («Le Geste d’Ève»)
- 1965 — «Толстой», романизированная биография
- 1965—1967 — «Семья Эглетьер», трилогия (в неё входят романы «Семья Эглетьер» («Les Eygletière») (1965), «Голод львят» («La Faim des lionceaux») (1966), «Крушение» («La Malandre») (1967). М., Прогресс, 1969, 1970
- 1966 — «Крылья дьявола», сборник (состоит из ранее написанных и переработанных рассказов)
- 1968—1970 — «Наследники будущего» («Les Héritiers de l’avenir»), трилогия, посвящённая событиям русской истории с 1850-х гг. XIX в. по 1914 г. (В неё входят романы «Тетрадь» («Le Cahier») (1968), «Сто один пушечный выстрел» («Cent un coups de canon») (1969), «Белый слон» («L’Éléphant blanc») (1970)).
- 1971 — «Николай Гоголь», Серия: Русские биографии, Издательство М., «Эксмо»
- 1973 — «Анн Предай», роман («Anne Prédaille»)
- 1974—1975 — «Москвич», трилогия (в неё входят романы «Москвич», «Тайные переживания», «Утренние огни»). Издательство "Пегас" Новочеркасск, 1996, перевод Любавин-Богаевский Ю.И.
- 1976 —  «Моя столь длинная дорога», мемуары
- 1977 — «Екатерина Великая», М., Терра,1999; Серия:Русские биографии, М.,«Эксмо», 2004 г.,480 с.
- 1977 — «Презрев дела земные», роман
- 1979 — «Пётр Великий»
- 1981 — «Александр I, или Северный Сфинкс» («Alexandre I. Le Sphinx du Nord»), ЖЗЛ, 1997 год
- 1982 — «Иван Грозный»
- 1982 — «Вьюшка», повесть
- 1984 — «Антон Чехов», Серия: Русские биографии, М., «Эксмо»
- 1984 — «Мария Карповна»
- 1985 — «Тургенев»
- 1986 — «Горький»
- 1988 — «Гюстав Флобер», Издательство М.,«Эксмо», 2005 г., 448 с.
- 1989 — «Ги де Мопассан», Издательство М.,«Эксмо»
- 1990 — «Александр II», Серия: Русские биографии, М.,Издательство «Эксмо» («Alexandre II, le tsar libérateur»)
- 1991 — «Николай II» («Nicolas II, le dernier tsar»)
- 1992 — «Эмиль Золя»
- 1993 — «Поль Верлен»
- 1994 — «Бодлер»  (ЖЗЛ, 2006)
- 1995 — «Оноре де Бальзак»
- 1996 — «Григорий Распутин»; Ростов-на Дону, Феникс, 1997
- 1998 — «Сын сатрапа», биографическо-исторический роман, М.,Издательство «Эксмо», 2005 г., 192 с.
- 1998 — «Грозные царицы», Серия:Русские биографии,М.,Издательство «Эксмо» («Terribles tsarines»)
- 1999 — «Николай I»
- 2000 — «Балерина из Санкт-Петербурга», Серия: Русские биографии, М.,Издательство «Эксмо»
- 2001 — «Марина Цветаева», Серия: Русские биографии, М.,Издательство «Эксмо», 2003 г., 480 с. («Marina Tsvetaena: L'éternelle insurgée»)
- 2002 — «Павел I»
- 2004 — «Баронесса и музыкант» La baronne et le musicien: Madame von Meck et Tchaïkovski, Grasset
- 2004 — «Александр III», Серия: Русские биографии, Издательство М.,«Эксмо»
- 2005 — «Петр Чайковский и Надежда фон Мекк», М.,Издательство «Эксмо»
- 2006 — «Александр Дюма», М.,Издательство «Эксмо»
- 2006 — «Борис Пастернак»
- 2006 — «Охота», роман («La Traque») (последнее произведение писателя (?))
- 2008 — «Борис Годунов» (посмертное издание)
- 2010 — «Три матери, три сына»
- 2012 — «Гончаров»

## Экранизации произведений
- 1979 — «Снег в трауре» — телефильм по роману «Снег в трауре». Режиссёр Ю. Е. Ерзинкян, в главных ролях Армен Джигарханян и Майя Булгакова, студия Арменфильм[2].